# 白柳和吉
白柳 和吉（しろやなぎ かずよし、1950年10月20日 - ）は、静岡県出身の元プロ野球選手（投手）。

## 来歴・人物
引佐高から、社会人野球の林建設を経て、1971年のプロ野球ドラフト会議において入団テストを受けていた大洋ホエールズから5位指名を受け入団。
一軍公式戦への出場がないまま、1974年限りで現役を引退した。
オーバーハンドからスライダー、シンカー、フォークボールを武器とした。

## 詳細情報

### 年度別打撃成績
- 一軍公式戦出場なし

### 背番号
- 54 （1972年 - 1974年）